# Faust et Marguerite
Faust et Marguerite (Faust e Margherita) è un film muto del 1897 diretto da Georges Méliès con Jeanne d'Alcy, sua moglie.

## Trama
Il dottor Faust e la sposa Margherita stanno conversando in una stanza quando improvvisamente appare il diavolo Mefistofele sotto sembianze umane.
Mefistofele ordina a Faust di uccidere Margherita ricordandogli il patto che aveva stretto con lui molto tempo prima: una vita di piacere assoluto in cambio di una vita.
Faust è costretto a prendere la sua spada ma, mentre sta per tagliare la gola alla ragazza, questa scompare ed appare al suo posto il demone che gli propone di dargli la ragazza viva.
Il dottore accecato dall'ira si avventa contro Mefistofele che però diventa uno scheletro senza vita; Faust allora si avvicina a Margherita che però svanisce.
In seguito scompare anche lo scheletro ed infine il dottore stesso, riappare Mefistofele con un giudice di pace e Margherita, pronti per celebrare le nozze del demone e la ragazza.